# Anne von Viennois
Anne von Viennois (* um 1255; † 1302/03 in der Kartause von Salettes bei Crémieu) war ab 1282 in ihrem Recht Gräfin von Viennois und Albon. Seit 1273 war sie mit Humbert I., Herr von La Tour-du-Pin, vermählt. Durch ihre unermüdlichen Bemühungen sicherte sie ihrem Sohn Jean II. das Erbe des riesigen Gebiets der Dauphiné.

## Leben
Anne von Viennois war die älteste Tochter von Guigues VII., Dauphin von Viennois und Graf von Albon (um 1225–1269), und dessen Gattin Beatrice von Savoyen, Dame von Faucigny (um 1237–1310). Sie heiratete 1273 Humbert I. de la Tour du Pin (um 1240–1307) und gebar ihm insgesamt neun Kinder. Nach dem kinderlosen Tod ihres Bruders Jean I. (* um 1264; † 24. September 1282) wurde sie Alleinerbin der Familiengüter und brachte ihrem Gatten die Gebiete der nördlichen Dauphiné zu, die dieser mit seinen Besitzungen im Grésivaudan vereinigte.
Herzog Robert II. von Burgund machte Anne ihr Erbe mit der Begründung streitig, dass er der nächste männliche Erbe ihres verstorbenen Bruders Jean sei. Kaiser Rudolf I., an den sich der burgundische Herzog wandte, entschied 1284 zu dessen Gunsten. Es brach ein kriegerischer Konflikt aus, doch der französische König Philipp IV. griff 1285 vermittelnd ein und setzte den Abschluss eines Friedensvertrags durch. Demnach verzichtete Robert II. gegen Abtretung des Gebiets von Revermont und der Herrschaft Coligny auf seine vorgeblichen Ansprüche auf die Dauphiné.
Annes Mutter Beatrice von Savoyen schlug vor, Annes ältesten Sohn Jean II. mit Marguerite, einer Tochter des Grafen Amadeus V. von Savoyen, zu verloben. Indessen wies Anne diese Anregung zurück, da sie die eine künftige Bedrohung der Souveränität der Dauphiné befürchtete, die sie ihrem Sohn und Erben erhalten wollte. Es folgte ein neuer Krieg, der mit einer Niederlage der Savoyer in der Nähe des Schlosses La Terrasse endete; in einem Vertrag wurde Beatrice das Gebiet von Montbonnot abgetreten.
Weiterhin veranlasste Anne ihren Gemahl, vor König Philipp IV. in Paris den Vasalleneid abzulegen, um dessen Unterstützung zu gewinnen. Auch übertrug sie ihre Rechte und jene ihres Gatten auf ihren Sohn Jean; und sie verlangte zur Absicherung dieser Übertragung, dass Urkunden mit der Unterschrift und dem Siegel aller Herren der Dauphiné ausgestellt wurden. Schließlich überwand sie auch den Widerstand ihrer Mutter Beatrice, deren Augen durch den Verrat des Sire de Mont-Majeur geöffnet wurden, der auf Anstiften des Grafen von Savoyen die festen Plätze des oberen Grésivaudan seinem Lehnsherrn in die Hände spielen wollte. Als Anne das Erbe der Dauphiné für ihren Sohn somit endgültig gesichert hatte, zog sie sich in die nahe Crémieu gelegene Kartause von Salettes zurück. 1296 hatte sie eine Schenkung an das Kloster Léoncel urkundlich bestätigt. 1302 oder 1303 starb sie in der Kartause von Salettes und wurde dort beigesetzt.

## Nachkommen
Anne von Viennois und Humbert I. von La Tour-du-Pin hatten neun Kinder:
- Jean II. (* um 1277; † 4. oder 5. März 1319), Dauphin du Viennois
- Hugues († 1329), Baron von Faucigny
- Guigues († 1319), Herr von Montauban
- Alix (* um 1280; † 14. November 1309), ⚭ 1296 Jean I. (* um 1275; † 1333), Graf von Forez
- Marie († nach 1355), ⚭ Aymar V. de Poitiers-Valentinois († um 1339) (Haus Poitiers-Valentinois)
- Marguerite, ⚭ 1303 Friedrich I. (* um 1287; † 1336), Markgraf von Saluzzo (Aleramiden)
- Béatrice (* um 1275; † Juni 1347), ⚭ 1312 Hugues de Chalon (* 1288; †  4. Dezember 1322), Herr von Arlay (Haus Chalon)
- Henri (* 1296; † 1328), Bischof von Passau und Metz
- Catherine († 1337), ⚭ 1312 Philipp von Savoyen (* 1278; † 1334), Graf von Piemont und Fürst von Achaia